# Mont Mézenc
Le mont Mézenc [meˈzɛ̃] est un sommet montagneux d'origine volcanique situé au sud-est du Massif central, à la limite entre les départements de la Haute-Loire et de l'Ardèche. Il culmine à 1 753 m d'altitude au cœur du massif du Mézenc. Il est situé sur la même ligne de crête que le mont Gerbier-de-Jonc, entre Velay et Vivarais, sur la ligne de partage des eaux entre l'Atlantique et la Méditerranée.

## Toponymie
Le massif du Mézenc séparait le Velay de l'Helvie, les Vellaves des Helviens. C'est ce fait qui lui a donné son nom dérivé du mot pré-latin mège, comme d'autres frontières primitives que sont Mèje, Mèjane, Montmège, Montméa, Medze, Mezenc, etc.
Le point culminant de ce massif était autrefois appelé le Puei-Vuei, signifiant le « vieux mont ». Ce n'est que vers le milieu du XVIIIe siècle qu'on a commencé à appeler le Puei-Vuei mont Mézenc, notamment sous l'influence du volcanologue Montilien Barthélemy Faujas de Saint-Fond.

## Géographie

### Situation

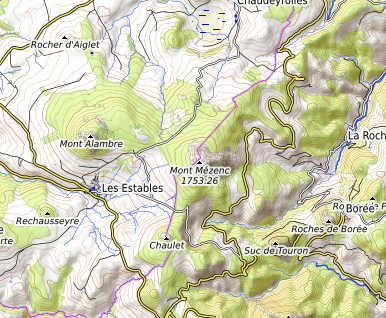
Carte topographique.

Le mont Mézenc est situé à cheval entre la Haute-Loire et l'Ardèche.

### Topographie
Il est constitué de deux sommets distants d'un demi-kilomètre. Le sommet Sud est le plus élevé à 1 753 mètres d'altitude, et constitue le plus haut sommet du rebord oriental du Massif central. Il est situé dans le département de l'Ardèche, dont il est le point culminant, dans la commune de Borée. Le sommet Nord est surmonté d'une croix et culmine pour sa part à 1 744 mètres d'altitude, à la jonction des communes de La Rochette, Chaudeyrolles et des Estables. Il s'agit du point culminant du département de la Haute-Loire.

### Géologie

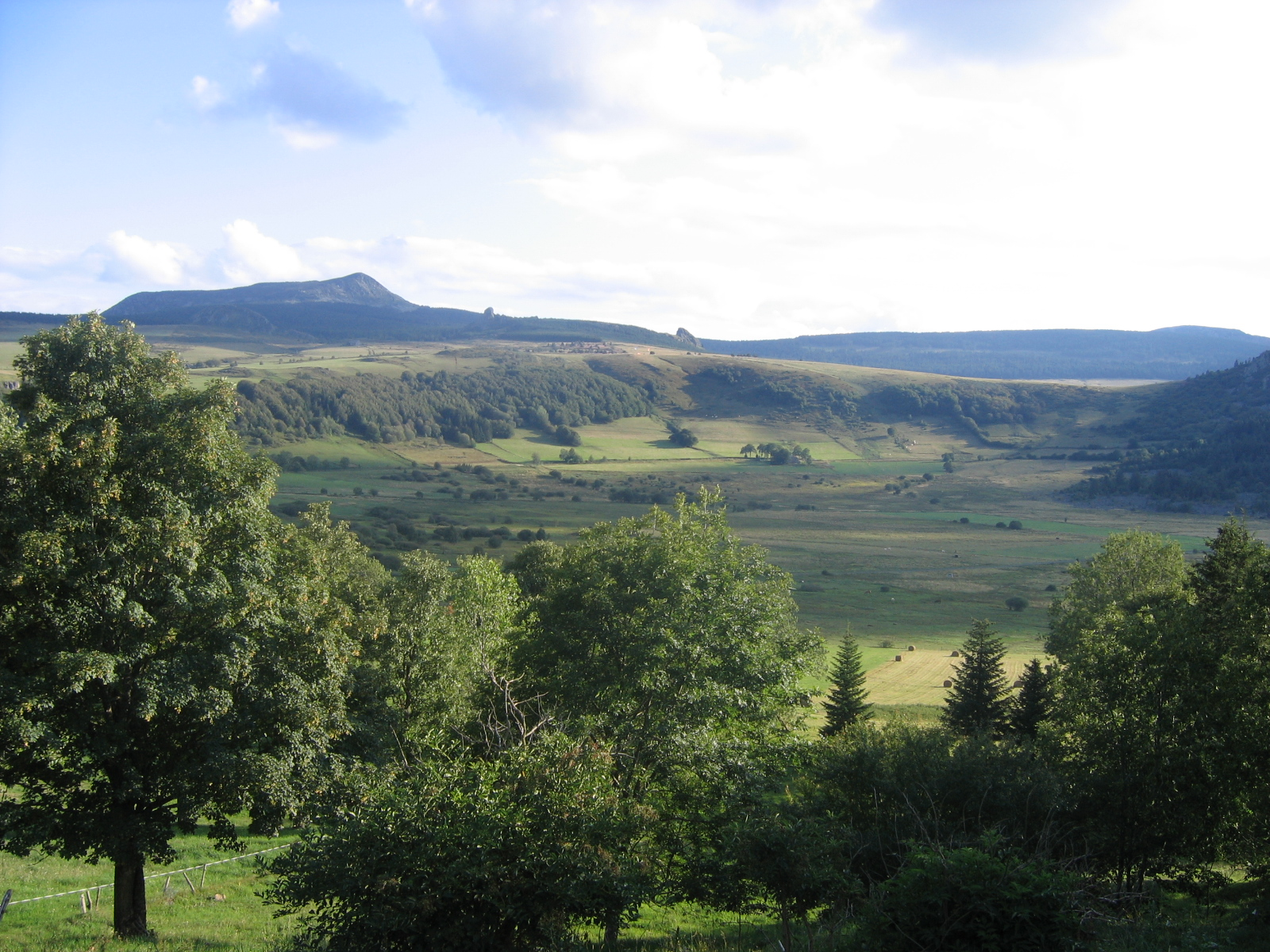
Mont Mézenc depuis Chaudeyrolles, avec au premier plan, les narces de Chaudeyrolles, une tourbière.

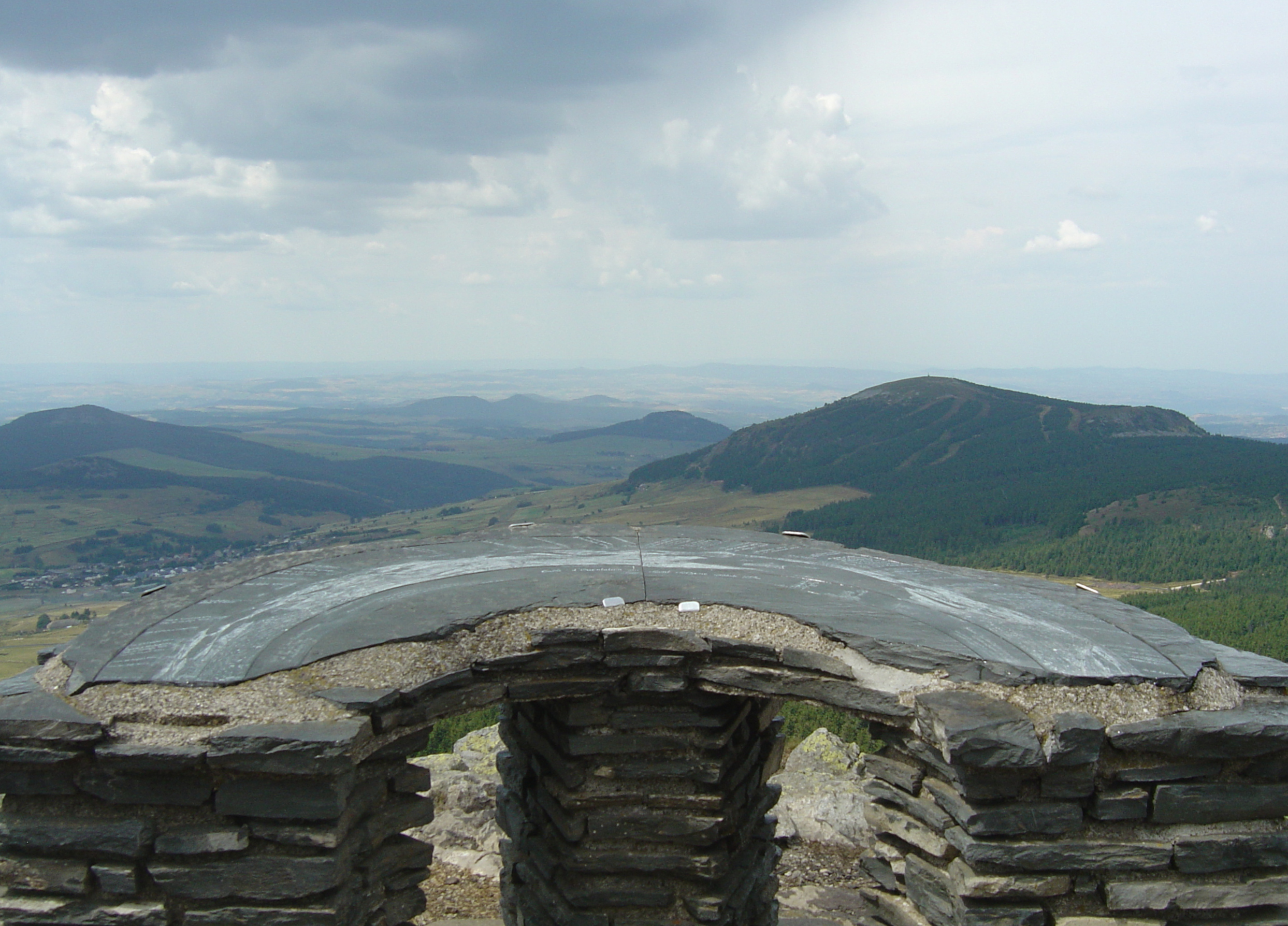
La table d'orientation du sommet Sud du mont Mézenc à 1753 m d'altitude. À gauche, le rocher Tourte (1535 m) et le village des Estables, à droite le mont d'Alambre (1691 m).

Le Mézenc est un dôme de phonolite datant de 7 Ma. Il est entouré de plateaux basaltiques du même âge et d'autres dômes de phonolite ou de trachyte (appelés « sucs »). La montée du magma s'est faite progressivement à la faveur de fractures du socle en plusieurs paliers et petites chambres. L'absence de pyroclastite démontre l'absence d'éruptions cataclysmiques liées à la vidange de grandes chambres magmatiques.

### Climat
L'hiver y est très rude en raison du vent qui abaisse la température. Les étés sont quant à eux courts et frais. Le vent fort et particulièrement froid (blizzard local), qui soulève la neige et peut contribuer à créer des congères importantes en hiver, s'appelle la burle.

### Faune et flore
La diversité des habitats naturels, tels que les landes à genêts, les pelouses à Nard, les tourbières, les hêtraies, et autres, se traduit par une remarquable richesse floristique.
Les éboulis orientés à l'ouest se distinguent par la présence remarquable d'une espèce qu'on retrouve aussi dans les Pyrénées orientales, le Séneçon à feuilles blanchâtres (Jacobaea leucophylla), ainsi que du Genévrier nain (Juniperus sibirica), tandis que la partie supérieure, dépassant les 1 680 mètres d'altitude, accueille des espèces spécifiques à l'étage alpin, telles que le Trèfle des Alpes (Trifolium alpinum) et l'Anémone de printemps (Pulsatilla vernalis). Les versants orientés à l'est et au nord se caractérisent par des falaises et des éboulis où l'on pourra retrouver des espèces saxicoles, et des espèces de lande comme le Raisin d'ours (Arctostaphylos uva-ursi),.
Au sommet du Mézenc sont présents Merle à plastron, Pipit spioncelle, Monticole merle-de-roche et, en hiver, Niverolle alpine, Accenteur alpin et Tichodrome échelette. Les forêts de conifères sont fréquentées par le Cassenoix moucheté, le Venturon montagnard et le Pic noir. Les flancs du mont, en dessous de la limite des arbres, abritent la Marmotte des Alpes, introduite dans les années 1980.

## Histoire
Une croix monumentale en bois a été installée au sommet nord par les prisonniers français le 7 octobre 1945, après leur retour des camps de prisonniers en Allemagne. Cette croix, détruite par le vent en décembre 1953, a été remplacée par une croix métallique en 1954,.
L'appellation d'origine contrôlée (AOC) fin gras du Mézenc (ou fin gras), devenue appellation d'origine protégée (AOP) est souvent associée au mont Mézenc. Il s'agit en fait du bœuf de Pâques qui est élevé sur le plateau du Mézenc.
Chaque année en septembre, la fédération de Haute-Loire du parti politique Les Républicains et son président Laurent Wauquiez organisent une ascension du mont Mézenc où est organisé un rassemblement de ses fidèles (à l’image de l'ascension de la roche de Solutré avec François Mitterrand).

## Activités

### Protection environnementale

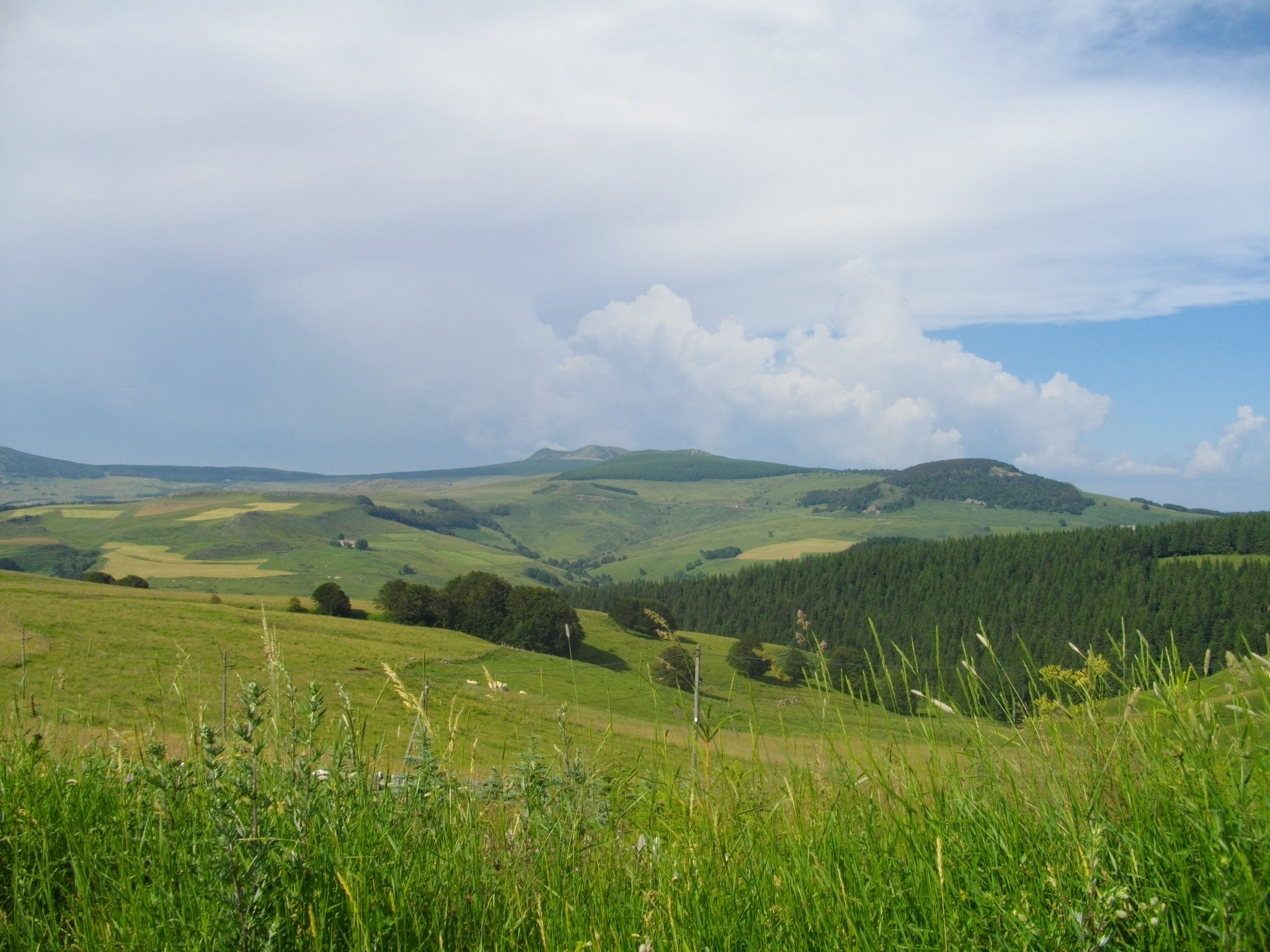
Espaces naturels autour du Mézenc.

Le mont Mézenc est classé zone naturelle d'intérêt écologique, faunistique et floristique de type I sous le numéro no 07040002 sur une surface de 408 hectares et fait partie d'un site d'importance communautaire Natura 2000 étendu sur une surface de 2 400 hectares.

#### Travaux de restauration des zones humides

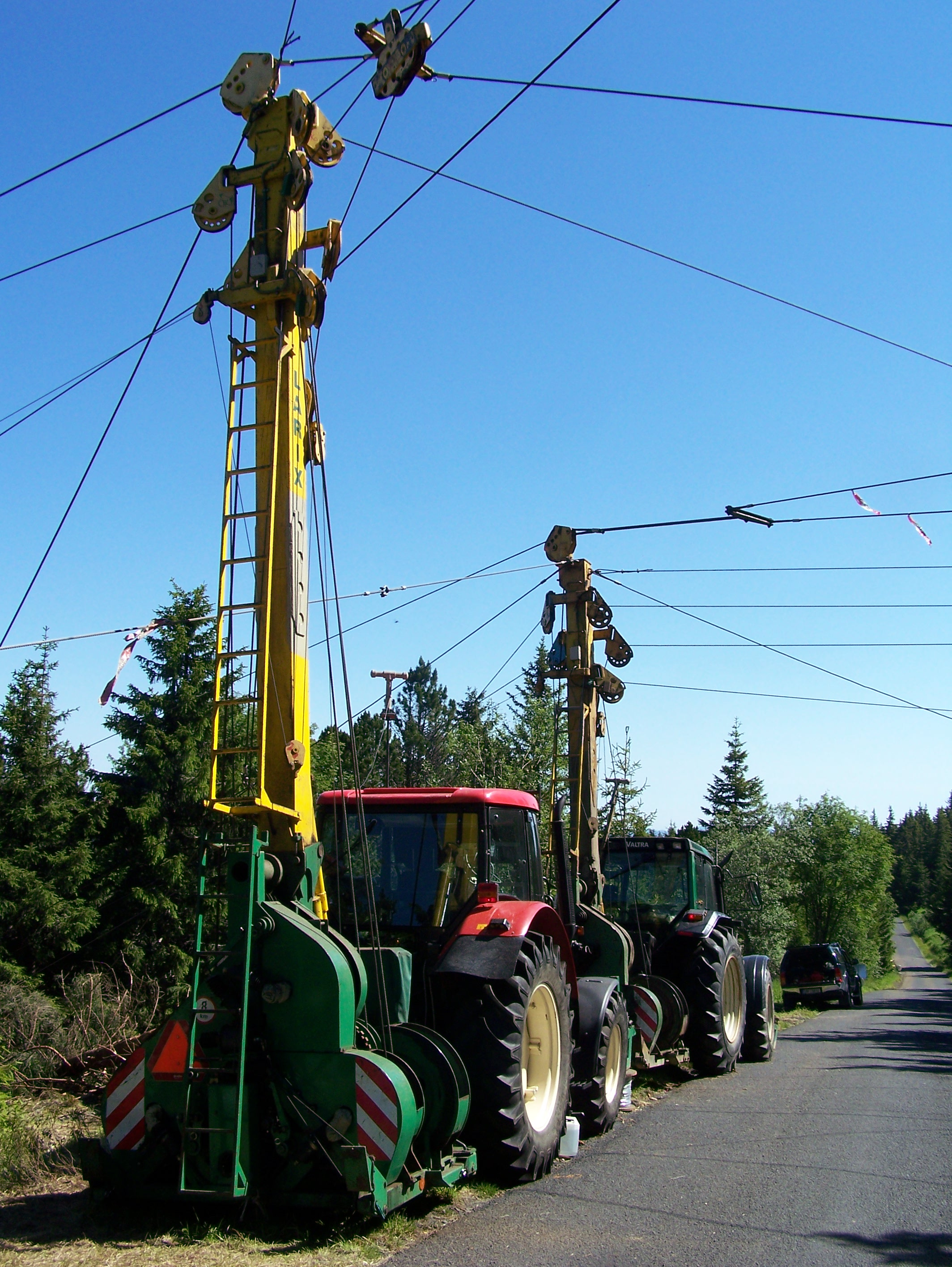
Travaux de restauration des zones humides grâce au câble-mât.

Envahies par les épicéas, les mégaphorbiaies, habitats typiques des zones humides, sont menacées de disparaître de la forêt domaniale du Mézenc si aucune action n'est menée. Classées en zone Natura 2000, ces zones humides font l'objet de travaux de restauration grâce au câble-mât qui visent la restauration et l'extension des mégaphorbiaies des sources du Lignon. L'ensemble de la zone de travaux est situé dans le périmètre de la réserve biologique dirigée du Mézenc donc l'objectif de production a été abandonné au profit de la protection des milieux. Jusqu'à ce jour, aucune technique d'exploitation acceptable pour l'environnement et économiquement supportable n'a pu être réalisée dans la zone. Mais l'ONF travaille avec des entreprises de montagne pour importer en Auvergne une nouvelle technique d'exploitation : le câble-mât qui permet d'exploiter des bois en zones peu accessibles ou sensibles.

## Dans la culture
Le Mézenc et les sommets voisins apparaissent dans plusieurs épisodes de la série télévisée Kaamelott d'Alexandre Astier. En effet, les scènes où apparaît l'épée Excalibur, après que le roi Arthur l'a replacée dans son rocher d'origine, ont été tournées à proximité. Les scènes de la trilogie cinématographique ont ramené l'équipe de tournage sur les lieux en 2019.